# Бурак Їлмаз
Бура́к Їлма́з (тур. Burak Yılmaz, нар. 15 липня 1985, Анталья) — турецький футбольний тренер. В минулому футболіст, що грав на позиції центрального нападника.

## Клубна кар'єра
Народився 15 липня 1985 року в місті Анталья. Вихованець футбольної школи місцевого «Антальяспора». Дорослу футбольну кар'єру розпочав 2002 року в основній команді того ж клубу, в якій провів чотири сезони, взявши участь у 70 матчах чемпіонату і за підсумками сезону 2005–06 допоміг рідному клубу вийти в Суперлігу, проте дебютувати за неї в еліті не встиг.

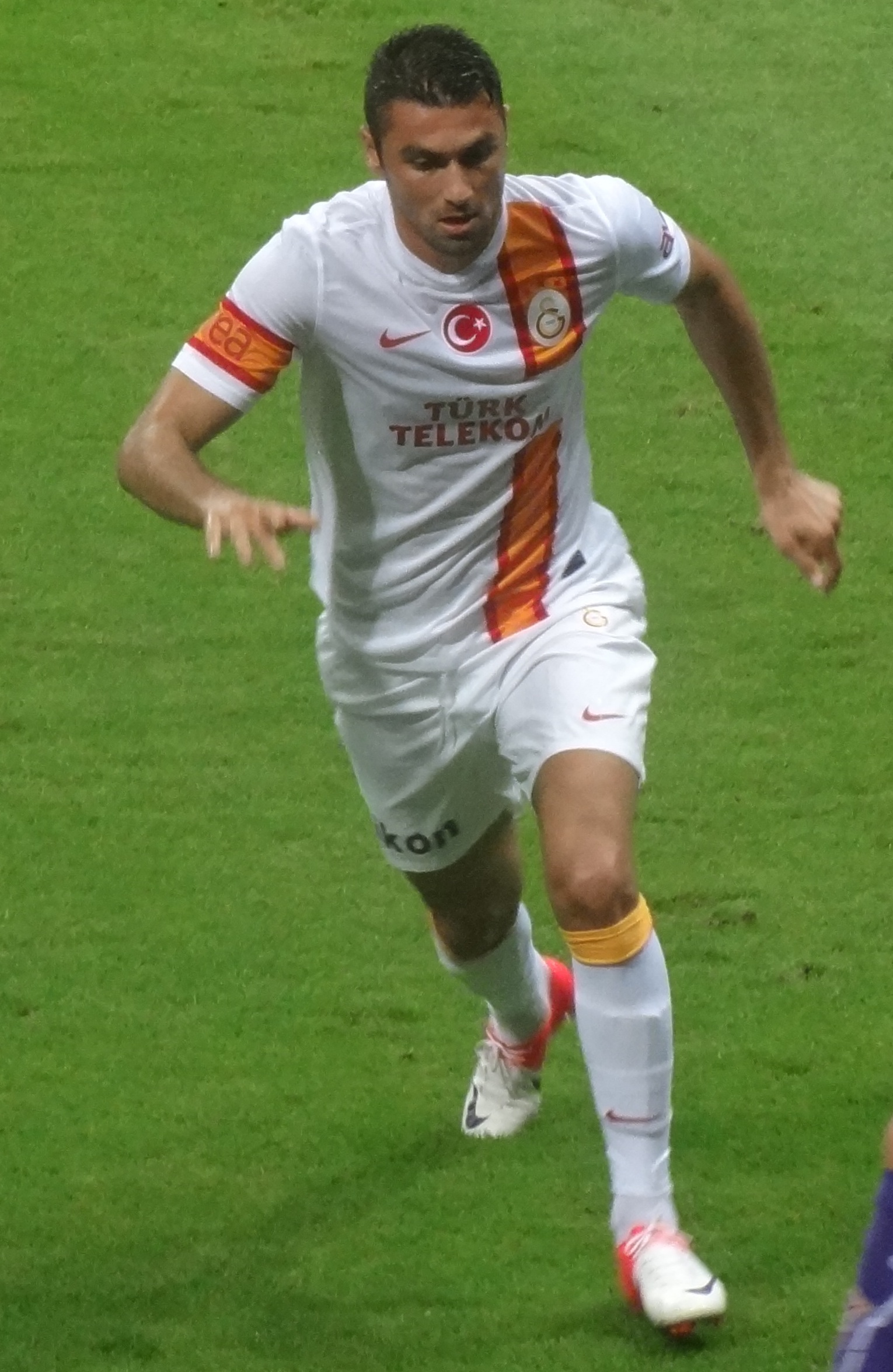
Бурак Їлмаз під час виступів за «Галатасарай». 8 серпня 2012 року

Своєю грою за цю команду привернув увагу представників тренерського штабу «Бешикташа», до складу якого приєднався 14 червня 2006 року. Проте, гра в складі «чорних орлів» у Бурака не пішла — за півтора року від забив у чемпіонаті лише шість голів, тому на початку 2008 року був відданий в «Манісаспор», як частина суми за покупку Філіпа Голошко. 
Проте вже в кінці сезону «Манісаспор» вилетів з Суперліги і був змушений продати Їлмаза в столичне «Фенербахче». Але й у цьому гранді в Бурака гра не пішла і він рідко виходив на поле в важливих матчах, тому по завершенню сезону на правах оренди був відданий в «Ескішехірспор», де також не показував своїх бомбардирських якостей.
На початку 2010 року перейшов у «Трабзонспор» і в тому ж сезоні допоміг команді виграти кубок Туреччини, а в подальшому став основним нападником команди, забиваючи левову частку голів команди, а за підсумками сезону 2011/12 Їлмаз з 33 забитими м'ячами став найкращим бомбардиром чемпіонату Туреччини.
13 липня 2012 року за 5 млн євро перейшов в столичний «Галатасарай», в якому також став важливим гравцем основного складу команди. За чотири сезони у футболці стамбульського гранду провів за клуб 141 матч і забив 82 м'ячі. Також за цей час здобув сім трофеїв.
У 2016–2017 роках виступав у Китаї за «Бейцзин Гоань», після чого повернувся на батьківщині і грав за «Трабзонспор» та «Бешикташ». Завершував кар'єру за кордоном у французькому «Ліллі» та нідерландській «Фортуні» (Сіттард). 5 червня 2023 року Їлмаз оголосив про завершення кар'єри кравця у віці 37 років.

## Виступи за збірні
З 2001 року виступав у складі юнацької збірної Туреччини, разом з якою грав на юнацькому чемпіонаті Європи 2004 року, дійшовши до фіналу турніру. Всього взяв участь у 35 іграх на юнацькому рівні, відзначившись одним забити голом.
Протягом 2004–2006 років залучався до складу молодіжної збірної Туреччини, у складі якої був учасником молодіжного чемпіонату світу 2005 року. На молодіжному рівні зіграв у 18 офіційних матчах, забив 2 голи.
12 квітня 2006 року дебютував в офіційних матчах у складі національної збірної Туреччини у товариській зустрічі проти збірної Азербайджану (1:1). Першим м'ячем за турецьку команду відзначився 3 червня 2011 року, забивши гол у ворота збірної Бельгії у відбірній грі до ЧЄ-2012. 
З командою був учасником чемпіонатів Європи 2016 та 2020 років. На обох турнірах він зіграв в усіх трьох іграх, але обидва рази турки не виходили з групи.
24 березня 2022 року у матчі відбіркового плей-оф на чемпіонат світу зі збірною Португалії його збірна Туреччини пропустила два голи ще у першому таймі. У другій половині саме Їлмаз спочатку відіграв один гол, а потім отримав шанс зрівняти рахунок з пенальті, але влучив у перекладину. В результаті турки програли той матч і не пробились на «мундіаль», відразу після чого капітан та лідер турецької збірної оголосив про закінчення міжнародної кар'єри. Всього за 16 років він провів за національну збірну Туреччини 77 матчів, в яких забив 31 гол, ставши другим найкращим бомбардиром в історії команди після Хакана Шукюра (51 гол).

## Тренерська кар'єра
1 липня 2023 року Їлмаз став помічником тренера Шенола Гюнеша «Бешикташа». А вже 10 жовтня 2023 року, після відставки Гюнеша, Їлмаз був призначений тимчасовим головним тренером. Під його керівництвом «Бешикташ» зазнав 4 поразок у 6 поєдинках, в тому числі вилетів з єврокубків після несподіваної домашньої поразки від «Буде-Глімта» (1:2) у груповому етапі Ліги конференцій Європи, після чого Бурак покинув команду.
28 січня 2024 року «Кайсеріспор» оголосив про призначення Їлмаза новим головним тренером.

## Статистика виступів
Статистика станом на 11 липня 2020 року.

### Статистика клубних виступів

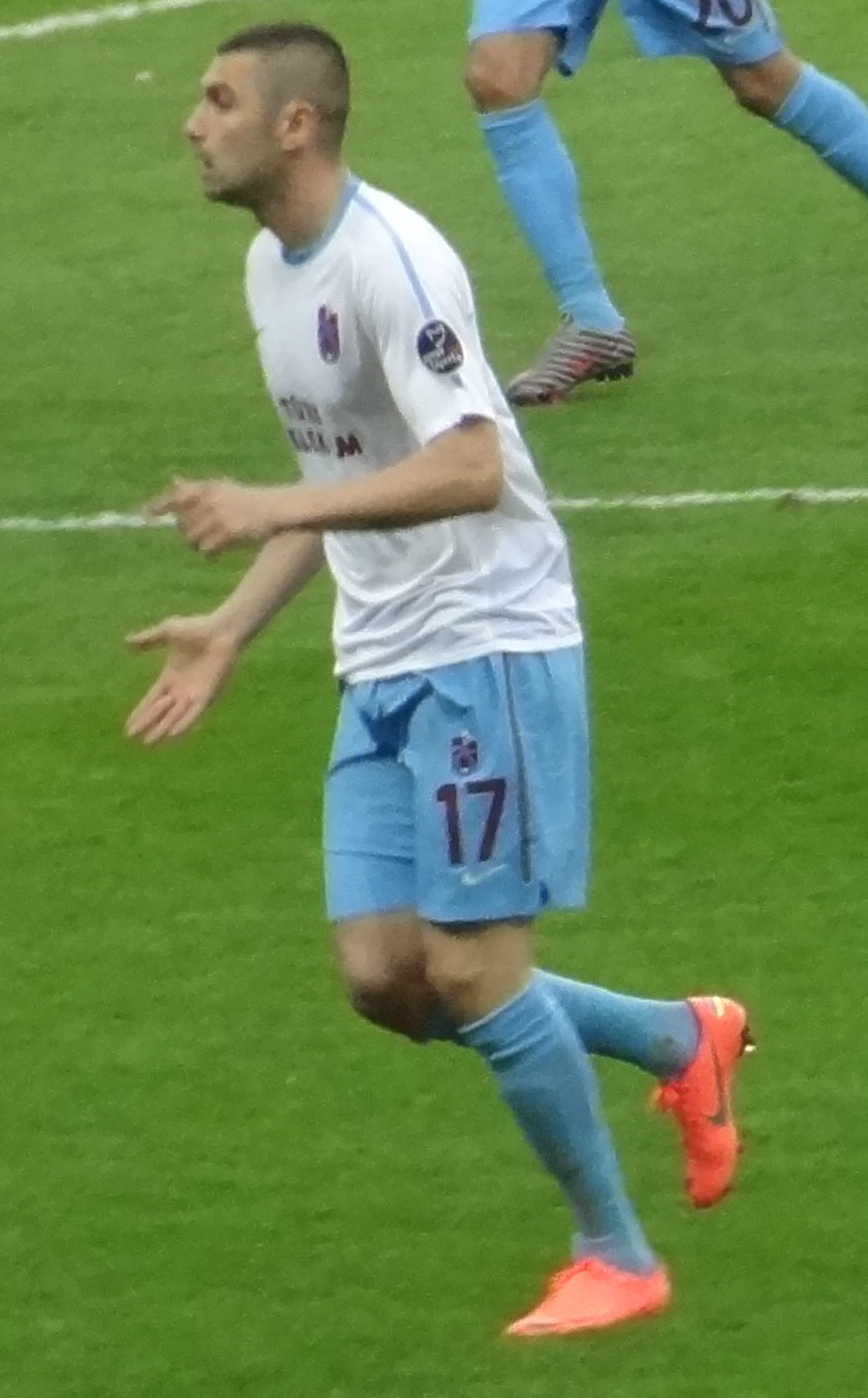
Бурак Їлмаз під час виступів за «Трабзонспор». 25 березня 2012 року

| Сезон                     | Команда                   | Чемпіонат                 | Чемпіонат | Чемпіонат | Національний кубок | Національний кубок | Національний кубок | Континентальні кубки | Континентальні кубки | Континентальні кубки | Інші змагання | Інші змагання | Інші змагання | Усього | Усього |
| Сезон                     | Команда                   | Ліга                      | Ігор      | Голів     | Ліга               | Ігор               | Голів              | Ліга                 | Ігор                 | Голів                | Ліга          | Ігор          | Голів         | Ігор   | Голів  |
| ------------------------- | ------------------------- | ------------------------- | --------- | --------- | ------------------ | ------------------ | ------------------ | -------------------- | -------------------- | -------------------- | ------------- | ------------- | ------------- | ------ | ------ |
| 2002-03                   | «Антальяспор»             | 1Л                        | 4         | 0         | КТ                 | 0                  | 0                  | —                    | —                    | —                    | —             | —             | —             | 4      | 0      |
| 2003-04                   | «Антальяспор»             | 1Л                        | 13        | 0         | КТ                 | 1                  | 0                  | —                    | —                    | —                    | —             | —             | —             | 14     | 0      |
| 2004-05                   | «Антальяспор»             | 1Л                        | 29        | 8         | КТ                 | 2                  | 1                  | —                    | —                    | —                    | —             | —             | —             | 31     | 9      |
| 2005-06                   | «Антальяспор»             | 1Л                        | 24        | 9         | КТ                 | 0                  | 0                  | —                    | —                    | —                    | —             | —             | —             | 24     | 9      |
| Усього за «Антальяспор»   | Усього за «Антальяспор»   | Усього за «Антальяспор»   | 70        | 17        |                    | 3                  | 1                  |                      | —                    | —                    |               | —             | —             | 73     | 18     |
| 2006-07                   | «Бешикташ»                | СЛ                        | 30        | 5         | КТ                 | 7                  | 1                  | КУЄФА                | 6                    | 0                    | —             | —             | —             | 43     | 6      |
| 2007-08                   | «Бешикташ»                | СЛ                        | 9         | 1         | КТ                 | 1                  | 0                  | ЛЧ                   | 2                    | 0                    | —             | —             | —             | 12     | 1      |
| Усього за «Бешикташ»      | Усього за «Бешикташ»      | Усього за «Бешикташ»      | 39        | 6         |                    | 8                  | 1                  |                      | 8                    | 0                    |               | —             | —             | 55     | 7      |
| 2007-08                   | «Манісаспор»              | СЛ                        | 16        | 9         | КТ                 | 2                  | 0                  | —                    | —                    | —                    | —             | —             | —             | 18     | 9      |
| 2008-09                   | «Фенербахче»              | СЛ                        | 6         | 0         | КТ                 | 3                  | 0                  | ЛЧ                   | 7                    | 0                    | —             | —             | —             | 16     | 0      |
| 2009-10                   | «Ескішехірспор»           | СЛ                        | 14        | 1         | КТ                 | 3                  | 1                  | —                    | —                    | —                    | —             | —             | —             | 17     | 2      |
| 2009-10                   | «Трабзонспор»             | СЛ                        | 11        | 3         | КТ                 | 3                  | 0                  | —                    | —                    | —                    | —             | —             | —             | 14     | 3      |
| 2010-11                   | «Трабзонспор»             | СЛ                        | 30        | 19        | КТ                 | 3                  | 1                  | ЛЄ                   | 2                    | 0                    | СТ            | 1             | 0             | 36     | 20     |
| 2011-12                   | «Трабзонспор»             | СЛ                        | 34        | 33        | КТ                 | 1                  | 1                  | ЛЧ+ЛЄ                | 5+3                  | 0+1                  | —             | —             | —             | 43     | 35     |
| Усього за «Трабзонспор»   | Усього за «Трабзонспор»   | Усього за «Трабзонспор»   | 75        | 55        |                    | 7                  | 2                  |                      | 10                   | 1                    |               | 1             | 0             | 93     | 58     |
| 2012-13                   | «Галатасарай»             | СЛ                        | 30        | 24        | КТ                 | 0                  | 0                  | ЛЧ                   | 9                    | 8                    | —             | —             | —             | 39     | 32     |
| 2013-14                   | «Галатасарай»             | СЛ                        | 32        | 16        | КТ                 | 6                  | 2                  | ЛЧ                   | 6                    | 0                    | —             | —             | —             | 44     | 18     |
| 2014-15                   | «Галатасарай»             | СЛ                        | 28        | 16        | КТ                 | 2                  | 4                  | ЛЧ                   | 6                    | 2                    | СТ            | 1             | 0             | 37     | 22     |
| 2015-16                   | «Галатасарай»             | СЛ                        | 15        | 9         | КТ                 | 1                  | 1                  | ЛЧ                   | 4                    | 0                    | СТ            | 1             | 0             | 21     | 10     |
| Усього за «Галатасарай»   | Усього за «Галатасарай»   | Усього за «Галатасарай»   | 105       | 65        |                    | 9                  | 7                  |                      | 25                   | 10                   |               | 2             | 0             | 141    | 82     |
| 2016                      | «Бейцзин Гоань»           | СЛ                        | 17        | 11        | КК                 | 3                  | 0                  | —                    | —                    | —                    | —             | —             | —             | 20     | 11     |
| 2017                      | «Бейцзин Гоань»           | СЛ                        | 11        | 8         | КК                 | 1                  | 0                  | —                    | —                    | —                    | —             | —             | —             | 12     | 8      |
| Усього за «Бейцзин Гоань» | Усього за «Бейцзин Гоань» | Усього за «Бейцзин Гоань» | 28        | 19        |                    | 4                  | 0                  |                      | 0                    | 0                    |               | 0             | 0             | 32     | 19     |
| 2017-18                   | «Трабзонспор»             | СЛ                        | 25        | 23        | КТ                 | —                  | —                  | —                    | —                    | —                    | —             | —             | —             | 25     | 23     |
| 2018-19                   | «Трабзонспор»             | СЛ                        | 7         | 5         | КТ                 | —                  | —                  | —                    | —                    | —                    | —             | —             | —             | 7      | 5      |
| Усього за «Трабзонспор»   | Усього за «Трабзонспор»   | Усього за «Трабзонспор»   | 32        | 28        |                    | 0                  | 0                  |                      | 0                    | 0                    |               | 0             | 0             | 32     | 28     |
| 2018-19                   | «Бешикташ»                | СЛ                        | 15        | 11        | КТ                 | —                  | —                  | —                    | —                    | —                    | —             | —             | —             | 15     | 11     |
| 2019-20                   | «Бешикташ»                | СЛ                        | 25        | 13        | КТ                 | 1                  | 1                  | —                    | —                    | —                    | —             | —             | —             | 26     | 14     |
| Усього за «Бешикташ»      | Усього за «Бешикташ»      | Усього за «Бешикташ»      | 40        | 24        |                    | 1                  | 1                  |                      | 0                    | 0                    |               | 0             | 0             | 41     | 25     |
| Усього за кар'єру         | Усього за кар'єру         | Усього за кар'єру         | 425       | 224       |                    | 40                 | 13                 |                      | 50                   | 11                   |               | 3             | 0             | 518    | 248    |

## Досягнення

### Командні
«Бешикташ»
- Володар Кубку Туреччини: 2006/07
- Володар Суперкубка Туреччини: 2006

«Трабзонспор»
- Володар Кубку Туреччини: 2009/10
- Друге місце в Турецькій суперлізі: 2010/11
- Третє місце в Турецькій суперлізі: 2011/12
- Володар Суперкубка Туреччини: 2010

«Галатасарай»
- Чемпіон Туреччини: 2012–13, 2014–15
- Володар Кубка Туреччини: 2013–14, 2014–15
- Володар Суперкубка Туреччини: 2012, 2013, 2015

«Лілль»
- Чемпіон Франції:  2020–21
- Володар Суперкубка Франції: 2021

### Особисті
- Найкращий бомбардир чемпіонату Туреччини: 2011/12 (33 голи), 2012/13 (24 голи)
- Найкращий бомбардир групового етапу ліги чемпіонів (разом з Кріштіану Роналду): 2012/13 (6 голів)
- Найкращий гравець групового етапу Ліги Чемпіонів: 2012/13